# (15) Eunomia
(15) Eunomia – jedna z większych planetoid z pasa głównego.

## Odkrycie
Planetoida została odkryta przez Annibale’a de Gasparisa 29 lipca 1851 w Neapolu.
Nazwa pochodzi od Eunomii (Praworządność), która była jedną z hor w mitologii greckiej.

## Orbita
Orbita (15) Eunomii nachylona jest do płaszczyzny ekliptyki pod kątem 11,76°. Na jeden obieg wokół Słońca ciało to potrzebuje 4 lata i 109 dni, krążąc w średniej odległości 2,64 au od Słońca. Średnia prędkość orbitalna tej planetoidy to ok. 18,16 km/s.
Planetoida ta stała się protoplastką rodziny planetoidy Eunomia, w której to rodzinie jest największym obiektem.

## Właściwości fizyczne
(15) Eunomia ma nieregularny kształt i wymiary około 357×255×212 km. Jej albedo jest szacowane na około 0,187 lub około 0,25, a jasność absolutna wynosi około 5,42m. Średnia temperatura na jej powierzchni sięga 166 K (maksymalna 260 K, −13 °C). Planetoida ta zalicza się do planetoid typu S.
Obserwacje nieregularnego kształtu tej planetoidy w ruchu wirowym sugerują, że może ona być obiektem podwójnym. Charakteryzuje się wstecznym ruchem obrotowym (oś nachylona jest do płaszczyzny ekliptyki pod kątem 165°).
Podobnie jak w przypadku innych planetoid z rodziny Eunomii, w skład jej powierzchni wchodzą przede wszystkim krzemiany z domieszkami niklu i żelaza. Zidentyfikowano też bogate w wapń pirokseny i oliwin. Dokładne badania za pomocą metod spektroskopowych ujawniają duże zróżnicowanie budowy powierzchni Eunomii. Występują regiony, gdzie dominuje oliwin i metale, a są one ubogie w piroksen. Istnieje też mniejszy region na jednej półkuli, gdzie znacząco dominuje piroksen i komponenty bazaltowe. Najprawdopodobniej zatem Eunomia miała w swej historii epizody związane z procesami magmotwórczymi we wczesnych stadiach rozwoju Układu Słonecznego.
Ze względu na swój różnorodny skład powierzchni przypuszcza się, że Eunomia mogła być kiedyś częścią dużo większego ciała, które zostało rozbite w wyniku zderzenia z innym dużym obiektem, odsłaniając różne warstwy pod powierzchnią. Również skład i budowa innych członków rodziny planetoidy Eunomii wskazuje na występowanie obiektów, które mogłyby być kiedyś jednym ciałem z Eunomią (np. metaliczne przedstawicielki tej rodziny będące planetoidami typu M).